# Pierre Poujade

Pierre Poujade

Pierre Poujade (Aussprache: [pjɛʁ puʒad(ɘ)]; * 1. Dezember 1920 in Saint-Céré, Département Lot; † 27. August 2003 in La Bastide-l’Évêque, Département Aveyron) war ein französischer Interessenvertreter von Kleinhändlern und Politiker. In den 1950er-Jahren gründete er die kurzfristig erfolgreiche Union de défense des commerçants et artisans (UDCA, „Union zur Verteidigung der Händler und Handwerker“), deren Spielart des Populismus wird nach ihm Poujadismus genannt.

## Leben

### Jugend und Kriegszeit
Poujade wuchs als jüngstes von sieben Geschwistern in Aurillac (Département Cantal) auf. Sein Vater war ein Bauernsohn, der zum Architekten aufgestiegen war, und Anhänger der rechtsextremen Action française. Er starb als Poujade acht Jahre alt war. Bereits mit 14 Jahren gründete der sportliche Junge einen Leichtathletikverein. Ab seinem 16. Lebensjahr musste er selbst für seinen Lebensunterhalt sorgen, durchlief eine Schriftsetzerlehre, verdingte sich als Erntehelfer, Hafen- und Straßenarbeiter. Eine Militärkarriere bei den Luftstreitkräften blieb ihm aus gesundheitlichen Gründen verwehrt. Er schloss sich der Jugendorganisation der Parti populaire français (PPF) von Jacques Doriot an, der sich Mitte der 1930er-Jahre vom Kommunisten zum Faschisten gewandelt hatte. Aber auch in Henri Dorgères (1897–1985), einem korporatistischen Bauerngewerkschafter und Mussolini-Anhänger und seinen bäuerlich-rechtsextremen „Grünhemden“ ab 1929 sah der junge Poujade ein politisches Vorbild.
Während des Zweiten Weltkriegs war Poujade Anhänger des Vichy-Regimes von Marschall Pétain, lehnte aber die Kollaboration mit Nazideutschland strikt ab. Er übernahm eine Leitungsfunktion bei den Compagnons de France, einer Jugendorganisation in der unbesetzten Zone Frankreichs. Nachdem die Deutschen im November 1942 auch in diese einmarschiert waren, schlug sich Poujade nach Nordafrika durch, wo er sich der Résistance anschließen und aufseiten der Alliierten gegen Deutschland kämpfen wollte. Dort lernte er die Algerienfranzösin Yvette Seva kennen, Tochter eines Kommunisten, die er im Juli 1944 heiratete. Kurzzeitig hielt sich Poujade in einem Trainingslager Royal Air Force in England auf, wo er zum Piloten ausgebildet werden sollte. 
Der Krieg endete jedoch und Poujade kehrte in seinen Geburtsort Saint-Céré zurück, wo er sich als Verlagsvertreter selbstständig machte und mit Yvette eine Familie gründete (fünf Kinder). Später eröffnete er eine Schreibwarenhandlung (daher sein Spitzname «le papetier de Saint-Céré»).

### Politische Karriere mit der UDCA
Poujade wurde bei der Kommunalwahl im Frühjahr 1953 als Parteiloser in den Gemeinderat von Saint-Céré gewählt. Am 23. Juni 1953 organisierte er erstmals einen Streik örtlicher Kleinhändler gegen das Finanzamt. Die Unzufriedenheit der Geschäftsleute über das als ungerecht empfundene Steuersystem führte 1955 zur Gründung der Union de défense des commerçants et artisans (UDCA, Union zur Verteidigung der Händler und Handwerker), die nach ihrem Gründer und Vorsitzenden Poujadisten-Bewegung genannt wurde.
Neben dem Kampf gegen die „Fiskal-Gestapo“ setzte sich die Partei auch für die Algerienfranzosen ein und hatte keine Berührungsängste mit Antisemiten. 1956 erreichte sie 11,6 % der Stimmen und konnte 52 Abgeordnete in die Nationalversammlung entsenden, darunter Jean-Marie Le Pen. Poujade brach jedoch bereits 1957 mit Le Pen, der eine radikalere Richtung einschlagen wollte und gründete mit Hilfe von Henri Dorgères 1957 die Gruppierung Rassemblement paysan. Nach der Rückkehr Charles de Gaulles 1958 fiel die Partei in die Bedeutungslosigkeit zurück.

### Nach der Poujadismus-Welle
Pierre Poujade stand der UDCA noch bis 1983 vor. Ab 1984 war er Vizepräsident der Confédération des syndicats producteurs de plantes alcooligènes (CAIPER).
Obwohl er der politischen Rechten zuzuordnen ist, hat er bei Präsidentschaftswahlen jedes Mal den späteren Sieger unterstützt (Charles de Gaulle, Georges Pompidou, Valéry Giscard d’Estaing, François Mitterrand und Jacques Chirac). Eine Ausnahme war nur 2002, als er sich für Jean-Pierre Chevènement einsetzte. Angesichts des starken Abschneidens von Jean-Marie Le Pen bei dieser Wahl erklärte Poujade es zum größten Fehler seines Lebens, ihn 1956 als Kandidat seiner Bewegung aufgestellt und so dessen politische Karriere in Gang gesetzt zu haben.